# Гасанріз
Гасанріз (азерб. Həsənriz) — село у Кельаджарському районі Азербайджану. Село розташоване за 40 км на захід від райцентру Мартакерту, за 6 км на схід від села Ґетаван, за 6 км на захід від села Заґлік та за 3 км північніше впадання річки Трту у Сарсанське водосховище.

## Карабаська війна
4 липня 1992 населення села Атерк було депортовано. 4 серпня село перейшло під контроль вірменських військ, але потім знову повернулося під контроль азербайджанських військ, що утримували його до початку 1993 року. У 1993 році село знову перейшло під контроль вірмен, і населення поступово стало повертатися. З травня 1993 року почала працювати школа.
Атерк дуже сильно постраждав під час війни, так як саме в районі сіл Сарсанського гідровузла відбувалися вирішальні бої Літнього наступу азербайджанських військ, у ході яких добровольчі формування, ополчення довколишніх сіл і підоспілі Сили Самооборони НКР змогли зупинити просування частин регулярної армії Азербайджанської Республіки. 25 червня 1992, після падіння Шаумяна, у селі Атерк на базі загонів самооборони сіл району було сформовано партизанський загін «Егнікнер» (вірм. Եղնիկներ).

## Видатні уродженці
- Бенік Миколайович Арутюнян — вірменський діяч медицини
- Сурен Алешаєвич Арутюнян — начальник управління Міністерства Оборони Республіки Вірменії

## Пам'ятки
В селі розташована церква Сурб Аствацацін 17 ст., церква Сурб Ншана — середньовіччя, монастир «Мсіс» 12-13 ст., каплиця-гробниця 12-13 ст., хачкар 13 ст., маслобійня — середньовіччя, каплиця «Астхаблур» — середньовіччя, селище 12-13 ст. та фортеця 19-20 ст.